# 潘新镇
潘新镇，是中华人民共和国河南省信阳市罗山县下辖的一个乡镇级行政单位。

## 行政区划
潘新镇下辖以下地区：
潘新社区、肖庄村、徐寨村、陡山村、李堂村、祁家村、潘新村、周家村、九龙村、庙冲村、仙桥村、宋楼村、岳城村和李桥村。